# FC Ingolstadt 04
Fußball-Club Ingolstadt 04 e.V. (normalt bare kendt som FC Ingolstadt 04 eller bare FC Ingolstadt) er en tysk fodboldklub fra byen Ingolstadt i Bayern. Klubben spiller i den tredje bedste tyske liga, 3. Bundesliga, og har hjemmebane på Audi Sportspark . Klubben blev grundlagt i 2004, som en fusion mellem de to klubber ESV Ingolstadt og MTV Ingolstadt.